# 칸토어 교점 정리
일반위상수학에서 칸토어 교점 정리(Cantor交點定理, 영어: Cantor’s intersection theorem)는 점점 작아지는 (공집합이 아닌) 콤팩트 집합들의 열의 교집합은 공집합이 아니라는 정리이다.

## 정의
위상 공간 {\displaystyle X} 속의 콤팩트 닫힌집합들로 구성된 하향 집합 {\displaystyle {\mathcal {K}}}가 주어졌다고 하자. 칸토어 교점 정리에 따르면, {\displaystyle \textstyle \bigcap {\mathcal {K}}=\varnothing }인 것은 {\displaystyle {\mathcal {K}}\ni \varnothing }인 것과 동치이다.:428, Lemma A.2.2
특히, {\displaystyle X} 속의 콤팩트 닫힌집합들의 하강 열
{\displaystyle K_{0}\supseteq K_{1}\supseteq K_{2}\supseteq \cdots }
은 하향 집합을 이루므로 위 정리가 성립한다. 만약 {\displaystyle X}가 하우스도르프 공간이라면 모든 콤팩트 집합이 닫힌집합이므로, 닫힌집합 가정을 생략할 수 있다.
약간 다른 형태로, 집합 {\displaystyle X} 속의 부분 집합들의 족 {\displaystyle {\mathcal {S}}\subseteq {\mathcal {P}}(X)}이 다음 조건을 만족시킨다면 유한 교차성(영어: finite intersection property)을 만족시킨다고 한다.
- 임의의 유한 부분 집합 {\displaystyle S_{1},S_{2},\dots ,S_{n}\in {\mathcal {S}}}에 대하여, {\displaystyle S_{1}\cap S_{2}\cap \cdots \cap S_{n}\neq \varnothing }

위상 공간 {\displaystyle X}에 대하여 다음 두 조건이 서로 동치이다.
- {\displaystyle X}는 콤팩트 공간이다.
- {\displaystyle X} 속의 임의의 닫힌집합들의 족 {\displaystyle {\mathcal {S}}}가 유한 교차성을 만족시킨다면, {\displaystyle \textstyle \bigcap {\mathcal {S}}\neq \varnothing }이다.

이로부터 하향 집합에 대한 형태를 쉽게 유도할 수 있다.

### 차분한 공간
호프만-미슬러브 정리로부터, 칸토어 교점 정리의 차분한 공간 형태를 유도할 수 있다. 차분한 공간 {\displaystyle X} 속에서, 콤팩트 포화 집합들로 구성된 하향 집합 {\displaystyle {\mathcal {K}}}가 주어졌다고 하자. 그렇다면, 다음이 성립한다.:302, Corollary 2:381, Theorem 2.28
- {\displaystyle \textstyle \bigcap {\mathcal {K}}} 역시 콤팩트 포화 집합이다.
- 만약 {\displaystyle U\subseteq X}가 열린집합이며, {\displaystyle \textstyle \bigcap {\mathcal {K}}\subseteq U}라면, {\displaystyle K\subseteq U}인 {\displaystyle K\in {\mathcal {K}}}가 존재한다.
- 만약 {\displaystyle \textstyle \bigcap {\mathcal {K}}=\varnothing }라면, {\displaystyle {\mathcal {K}}\ni \varnothing }이다.

증명:
임의의 {\displaystyle K\in {\mathcal {K}}}의 열린 근방 필터 {\displaystyle {\mathcal {U}}(K)}는 열린집합 격자 {\displaystyle \operatorname {Open} (X)}의 스콧 열린 필터이다. {\displaystyle {\mathcal {K}}}가 하향 집합이므로,
{\displaystyle {\mathcal {F}}=\bigcup _{K\in {\mathcal {K}}}{\mathcal {U}}(K)}
역시 스콧 열린 필터를 이룬다. 호프만-미슬러브 정리에 의하여, 그 교집합
{\displaystyle \bigcap {\mathcal {F}}=\bigcap _{K\in {\mathcal {K}}}\bigcap {\mathcal {U}}(K)=\bigcap {\mathcal {K}}}
는 콤팩트 포화 집합이다. 또한, 호프만-미슬러브 정리에 의하여, {\displaystyle {\mathcal {F}}}는 이 교집합의 열린 근방 필터이다.
{\displaystyle {\mathcal {F}}={\mathcal {U}}\left(\bigcap {\mathcal {K}}\right)}
만약 {\displaystyle U}가 열린집합이며, {\displaystyle \textstyle \bigcap {\mathcal {K}}\subseteq U}라면, {\displaystyle U\in {\mathcal {F}}}이므로, {\displaystyle U}는 어떤 {\displaystyle K\in {\mathcal {K}}}의 열린 근방이다. 만약 {\displaystyle \textstyle \bigcap {\mathcal {K}}=\varnothing }이라면, {\displaystyle U=\varnothing }는 어떤 {\displaystyle K\in {\mathcal {K}}}의 열린 근방이며, 이 경우 {\displaystyle K=\varnothing }이다.
T1 공간의 모든 부분 집합은 포화 집합이다. 따라서, 차분한 T1 공간의 경우 포화 집합 조건을 생략하여도 좋다.

## 역사
게오르크 칸토어가 증명하였다. 칸토어 집합은 이 정리를 사용하여 공집합이 아님을 보일 수 있다.